# Xysticus austrosibiricus
Xysticus austrosibiricus es una especie de araña cangrejo del género Xysticus, orden Araneae. Fue descrita científicamente por Logunov & Marusik en 1998.

## Distribución geográfica
Se distribuye por Rusia (de los Urales al noreste de Siberia), Mongolia y China.